# RBC Bank Women's Challenger 2013
Il RBC Bank Women's Challenger 2013 è stato un torneo di tennis facente parte della categoria ITF Women's Circuit nell'ambito dell'ITF Women's Circuit 2013. Il torneo si è giocato a Raleigh (Carolina del Nord) negli Stati Uniti dal 6 al 12 maggio 2013 su campi in terra verde e aveva un montepremi di $25,000.

## Vincitrici

### Singolare
Asia Muhammad ha battuto in finale  Chalena Scholl con il punteggio di 6–2, 6–2

### Doppio
Asia Muhammad /  Allie Will hanno battuto in finale  Jessica Moore /  Sally Peers con il punteggio di 6–3, 6–3